# My Life in the Bush of Ghosts
My Life in the Bush of Ghosts ist ein im Februar 1981 veröffentlichtes Projektalbum der Musiker Brian Eno und David Byrne.

## Hintergrund
Das Album entstand vorab zu den Arbeiten zum 1980 erschienenen Remain in Light von Byrnes Band Talking Heads, wurde aber aus Rechtsgründen für das Sampling erst später veröffentlicht. Der Titel geht auf den gleichnamigen Roman von Amos Tutuola zurück.
Laut Byrne hatten weder er noch Eno zum Zeitpunkt der Aufnahme den namensgebenden Roman gelesen, waren aber mit dessen Erstlingsroman, The Palm-Wine Drinkard (1952), vertraut. Obwohl das Album zum Zeitpunkt der Veröffentlichung eher gemischte Kritiken erhielt, wird es inzwischen als eines der herausragenden Werke von Eno und Byrne und als elementarer erster Schritt in Sachen Popularisierung des Einsatzes von Samples angesehen. Die Samples und Zufallsgeräuschkulissen werden aus verschiedensten Quellen genutzt.
Das Albumcover wurde von Eno gestaltet, für die Typografie zeichnete der Designer Peter Saville verantwortlich.

## Titelliste
Bis auf Regiment stammen alle Songs aus der Feder von Brian Eno und David Byrne.
Seite A
1. America Is Waiting – 3:36
2. Mea Culpa – 3:35
3. Regiment (Eno, Byrne, Michael Jones) – 3:56
4. Help Me Somebody – 4:18
5. The Jezebel Spirit – 4:55
Seite B
6. Qu'Ran – 3:46  Anm.
7. Moonlight in Glory – 4:19
8. The Carrier – 3:30
9. A Secret Life – 2:30
10. Come With Us – 2:38
11. Mountain of Needles – 2:35
Bonustracks (2006)
12. Pitch to Voltage – 2:38
13. Two Against Three – 1:55
14. Vocal Outtakes – 0:36
15. New Feet – 2:26
16. Defiant – 3:41
17. Number 8 Mix – 3:30
18. Solo Guitar with Tin Foil – 3:00
Bonustracks (2009)
19. Help Me Somebody (Drum Track) – 3:17
20. Help Me Somebody (Vocal Track) – 2:01
21. Help Me Somebody (Ambient Track) – 3:17
22. A Secret Life (Drum Track) – 2:29
23. A Secret Life (Vocal Track) – 1:25
24. A Secret Life (Ambient Track) – 2:22

## Rezeption
Die Samplingtechnik des Albums wird als bahnbrechend und für viele zukünftige Entwicklungen richtungsweisend angesehen. Manche sehen das Album aufgrund des Einsatzes von afrikanischen und arabischen Elementen auch als einen Bahnbereiter für die Weltmusik an; andere weisen darauf hin, dass Eno und Byrne sich hier eher als passive „Kuratoren“ die musikalische Realität anderer aneigneten.

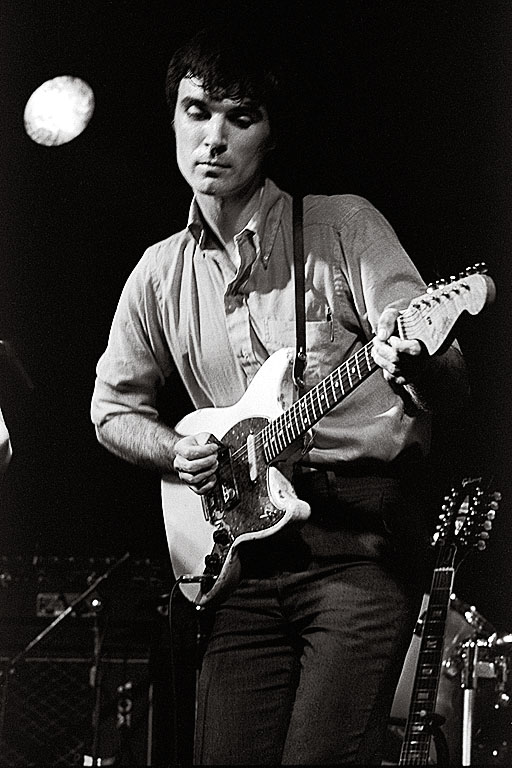
David Byrne, 1978

Pitchfork wählte My Life in the Bush of Ghosts zunächst auf Platz 21 der 100 besten Alben und später auf Platz 81 der 200 besten Alben der 1980er Jahre.
2001 wurde Eno vom Magazin Q gefragt, ob er und Byrne das Sampling für das noch komplett mit Analogtechnik aufgenommene Album erfunden hätten. Eno erklärte, dass zahlreiche andere bereits damit experimentiert hätten, darunter auch Holger Czukay von Can; ihr Album wäre aber das erste gewesen, das sich so vollständig auf das Sampling verlassen hat. Das Magazin Zeit erklärte 2007, Eno und Byrne hätten mit dem Album „die Ideen Cages, Stockhausens und Reichs in die Popmusik“ geholt und allen folgenden Sampling-Techniken den Weg gewiesen.
My Life in the Bush of Ghosts wurde in die 1001 Albums You Must Hear Before You Die aufgenommen.